# 4428 Khotinok
A 4428 Khotinok (ideiglenes jelöléssel 1977 SN) a Naprendszer kisbolygóövében található aszteroida. Nyikolaj Sztyepanovics Csernih fedezte fel 1977. szeptember 18-án.